# Larry McVoy
Larry McVoy (né en 1962 à Concord dans le Massachusetts) est le PDG de BitMover, l'entreprise qui a réalisé BitKeeper, un logiciel de gestion de version utilisé pour la gestion du code source du noyau Linux entre février 2002 et mai 2005.